# Bert Van Bork
Bert Van Bork (* 1928 in Augustusburg; † 29. Oktober 2014) war ein bildender Künstler, Fotograf und Dokumentarfilmer. Sein Dokumentarfilm Eyewitness wurde 2000 für den Oscar für den besten Kurz-Dokumentarfilm nominiert.

## Leben
Mit fünfzehn qualifizierte sich Van Bork dafür, an der Staatlichen Hochschule für Bildende Künste in Berlin zu studieren. Dort war er Schüler von Karl Schmidt-Rottluff. Nach dem Ende des Krieges setzte er seine Studien an der Hochschule für Grafik und Buchkunst Leipzig fort. Danach kehrte er nach Berlin zurück und nahm an der Nachkriegskunstszene der Stadt teil. Sein Holzschnitt „Witwe“ wurde 1949 für das Plakat der Kunstausstellung des Kunstamtes Berlin-Mitte ausgewählt. Die von ihm in Berlin gefertigten Holzschnitte waren oft aus Holz aus Ruinen oder zerstörten Möbeln gefertigt. 1954 wanderte Van Bork in die Vereinigten Staaten aus, wo er sich schließlich in Chicago niederließ. Ab 1957 drehte er Filme für Encyclopædia Britannica Films.

## Werk
Nach der Ankunft in den Vereinigten Staaten erstellte er Landschaftsbilder von Chicago und des amerikanischen Südwestens als Ölbilder und Kaltnadelradierungen. Diese Werke waren stark vom Expressionismus geprägt. Er begann sich nun auch der Fotografie zuzuwenden. 1957 bot er Encyclopædia Britannica Films seinen selbstgedrehten Film The Seventeen Year Locust an. EB Films nahm den Film an, brachte ihn aber als Insect Life Cycle: the Periodical Cicada heraus. Van Bork erstellte in der Folge über zweihundert Lehr- und Dokumentationsfilme zu künstlerischen und wissenschaftlichen Themen für das Unternehmen. Die Bert Van Bork Collection der Chicago Film Archives verfügt über Kopien von einunddreißig zwischen 1960 und 1999 gedrehten Filmen von Bert Van Bork.
Ein Besuch der Konzentrationslager Buchenwald und Auschwitz führte zu Van Borks bekanntestem Film. Eyewitness befasst sich mit von Jan Komski, Dina Gottliebova, und Felix Nussbaum im Konzentrationslager geschaffenen Kunstwerken. Der Kurzfilm war 2000 einer der Kandidaten für den Oscar für den besten Dokumentar-Kurzfilm.

## Veröffentlichungen
- Jacques Lipchitz: The Artist at Work, Crown Publishers, New York 1966
- Bert Van Bork : Berlin 1947-Chicago 1987, Goethe-Institut, Chicago 1988
- One Man Exhibition, Lakeside Studios, Lakeside (Michigan), 1990
- Künstlerporträts (Ausstellungskatalog), Pasageverlag, Leipzig 2000, ISBN 978-3-932900-34-1